# Swjatowassyliwka
Swjatowassyliwka (ukrainisch Святовасилівка; russisch Святовасильевка Swjatowassiljewka) ist eine Ansiedlung in der ukrainischen Oblast Dnipropetrowsk mit etwa 950 Einwohnern (2001).

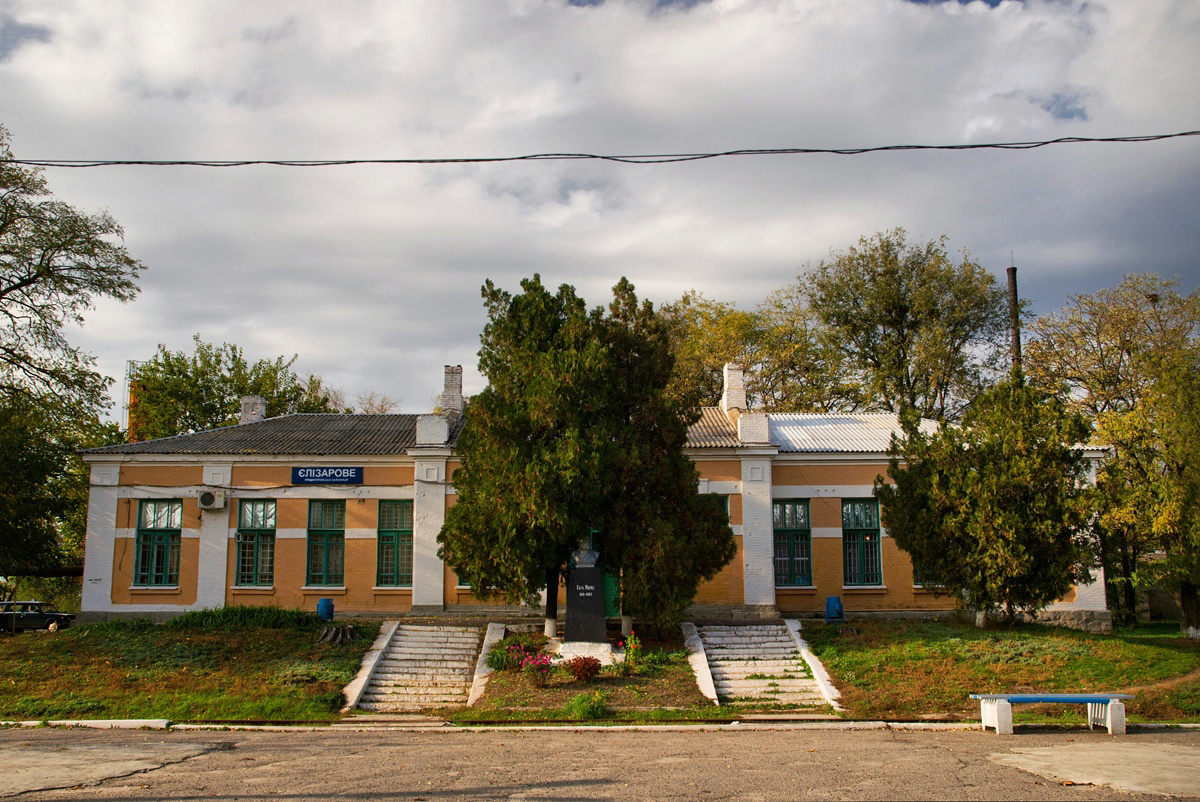
Bahnhof im Dorf

Das Dorf hieß bis 1932 Rjasne (Рясне) und zwischen 1932 und 2016 Jelisarowe (Єлізарове). Seit 2016 trägt das Dorf seinen heutigen Namen.
Swjatowassyliwka liegt 29 km westlich vom ehemaligen Rajonzentrum Solone und 60 km südwestlich vom Oblastzentrum Dnipro.
Durch das Dorf verläuft die Territorialstraße T–04–20 und die Eisenbahnstrecke zwischen Solone und Apostolowe, an der die Ortschaft eine Bahnstation besitzt.

## Verwaltungsgliederung
Am 14. August 2015 wurde die Ansiedlung zum Zentrum der neugegründeten Landgemeinde Jelisarowe (Єлізарівська сільська громада/Jelisariwska silska hromada). Zu dieser zählten auch die 17 in der untenstehenden Tabelle aufgelisteten Dörfer sowie die Ansiedlung Nesabudyne, bis dahin bildete es zusammen mit den Dörfern Orlowe, Rjasne, Schulhiwka und Tschornopariwka die gleichnamige Landratsgemeinde Jelisarowe (Єлізарівська сільська рада/Jelisariwska silska rada) im Norden des Rajons Solone.
Am 12. Mai 2016 wurde die Gemeinde auf ihren heutigen Namen Landgemeinde Swjatowassyliwka (Святовасилівська сільська громада/Swjatowassyliwska silska hromada) analog zum Ort umbenannt.
Am 12. Juni 2020 kamen noch die 4 Dörfer Beresnuwatiwka, Hruschiwka, Kostjantyniwka und Meschowe zum Gemeindegebiet.
Am 17. Juli 2020 kam es im Zuge einer großen Rajonsreform zum Anschluss des Rajonsgebietes an den Rajon Dnipro.
Folgende Orte sind neben dem Hauptort Swjatowassyliwka Teil der Gemeinde:
| Name                     | Name           | Name                            |
| ukrainisch transkribiert | ukrainisch     | russisch                        |
| ------------------------ | -------------- | ------------------------------- |
| Barwinok                 | Барвінок       | Барвинок (Barwinok)             |
| Beresnuwatiwka           | Березнуватівка | Березноватовка (Beresnowatowka) |
| Chyschyne                | Хижине         | Хижино (Chischino)              |
| Dalnje                   | Дальнє         | Дальнее (Dalneje)               |
| Holubyniwka              | Голубинівка    | Голубиновка (Golubinowka)       |
| Hruschiwka               | Грушівка       | Грушевка (Gruschewka)           |
| Jakymiwka                | Якимівка       | Акимовка (Akimowka)             |
| Karajkowe                | Карайкове      | Карайково (Karaikowo)           |
| Kostjantyniwka           | Костянтинівка  | Константиновка (Konstantinowka) |
| Matrossowe               | Матросове      | Матросово (Matrossowo)          |
| Meschowe                 | Межове         | Межевое (Meschewoje)            |
| Nataliwka                | Наталівка      | Наталовка (Natalowka)           |
| Nesabudyne               | Незабудине     | Незабудино (Nesabudino)         |
| Nesabudyne               | Незабудине     | Незабудино (Nesabudino)         |
| Nowomarjiwka             | Новомар'ївка   | Новомарьевка (Nowomarjewka)     |
| Orlowe                   | Орлове         | Орлово (Orlowo)                 |
| Promin                   | Промінь        | Проминь                         |
| Rjasne                   | Рясне          | Рясное (Rjasnoje)               |
| Schulhiwka               | Шульгівка      | Шульговка (Schulgowka)          |
| Tomakiwka                | Томаківка      | Томаковка (Tomakowka)           |
| Tschernihiwka            | Чернігівка     | Черниговка (Tschernigowka)      |
| Tschornopariwka          | Чорнопарівка   | Чернопаровка (Ternoparowka)     |